# Юнацька збірна Болгарії з футболу (U-17)
Юнацька збірна Болгарії з футболу (U-17) — національна футбольна збірна Болгарії, що складається із гравців віком до 17 років. Керівництво командою здійснює Болгарський футбольний союз. До зміни формату юнацьких чемпіонатів Європи у 2001 році функціонувала як збірна до 16 років.
Головним континентальним турніром для команди є Юнацький чемпіонат Європи з футболу (U-17), успішний виступ на якому дозволяє отримати путівку на Чемпіонат світу (U-17). Також може брати участь у товариських і регіональних змаганнях.

## Юнацький чемпіонат Європи (U-16/U-17)
| Рік  | Місце                                         |
| ---- | --------------------------------------------- |
| 2002 | не кваліфікувалася                            |
| 2003 | другий відбірковий раунд / не кваліфікувалася |
| 2004 | не кваліфікувалася                            |
| 2005 | другий відбірковий раунд / не кваліфікувалася |
| 2006 | другий відбірковий раунд / не кваліфікувалася |
| 2007 | не кваліфікувалася                            |
| 2008 | не кваліфікувалася                            |
| 2009 | не кваліфікувалася                            |
| 2010 | не кваліфікувалася                            |
| 2011 | не кваліфікувалася                            |
| 2012 | другий відбірковий раунд / не кваліфікувалася |
| 2013 | другий відбірковий раунд / не кваліфікувалася |
| 2014 | не кваліфікувалася                            |
| 2015 | груповий етап                                 |
| 2016 | другий відбірковий раунд / не кваліфікувалася |
| 2017 | не кваліфікувалася                            |
| 2018 | не кваліфікувалася                            |